# Comunitat índia Colusa
La banda Cachil DeHe d'indis wintun de la comunitat índia Colusa és una ranxeria reconeguda federalment d'amerindis wintun del centre de Califòrnia.

## Reserva
La reserva de la tribu és la ranxeria Colusa, també coneguda com a ranxeria Cachildehe. Està situada a al comtat de Colusa (Califòrnia) i fou fundada en 1907. L'altura mitjada és de 18 m, i la ranxeria té una superfície de 573 acres o 2,32 km². D'ells 273 acres o 1,10 km² són de fideïcomís federal i 300 acres o 1,22 km² eren propietat privada de la tribu. La població és d'aproximadament 77 individus.

## Govern
La comunitat índia Colusa és governada per un consell tribal escollit democràticament. Llur quartel general és a Colusa (Califòrnia), i llur actual cap tribal és Daniel Gomez.

## Llengua
Tradicionalment la tribu parlava wintu i patwin, llengües wintun del grup penutià. El Consell de la Comunitat índia Colusa publicà un llibre de llengua i treballa en l'elaboració de CDs i DVDs de llengua per tal ajudar a la preservació de l'idioma.

## Desenvolupament econòmic
La tribu és propietària i opera el Colusa Casino Resort, Seasons Buffet, Wintun Dinnerhouse, i Jack's Lounge, tots situats a Colusa. La llengua tradicional parlada pels wintun no era pas el wintu sinó el patwin. El wintu era una llengua penutiana parlada pels wintus de les terres del nord de Cottonwood Creek a l'àrea de Redding, Califòrnia.

## Història
La banda Cachil Dehe d'indis wintun, amb 45 membres originals, ratificà llur constitució i estatuts el 23 de novembre de 1941. En 1969 la tribu construí una casa rodona tradicional i renovada en 1993.